# Bracon marginellus
Bracon marginellus är en stekelart som beskrevs av Gaspard Auguste Brullé 1846. Bracon marginellus ingår i släktet Bracon och familjen bracksteklar. Inga underarter finns listade.